# Seimas
Seimas-ul este Parlamentul unicameral al Lituaniei (în lituaniană Lietuvos Respublikos Seimas). Seimasul reprezintă ramura legislativă a guvernării în Lituania, care adoptă legi și amendamente la Constituție, aprobă bugetul, confirmă prim-ministru și guvernul acestuia și le controlează activitatea.
Cei 141 de membri ai acestuia sunt aleși pentru un mandat de patru ani, dintre care 71 de membri ai acestui organism legislativ sunt aleși uninominal, iar alți 70 sunt aleși proporțional pe liste naționale. Pentru a primi un loc din cele 70 de pe liste, un partid trebuie să întrunească 5% din voturile naționale.
În urma alegerilor din 2016, Uniunea Țăranilor și Verzilor (LVŽS) este cel mai mare partid din Seimas, formând o coaliție de guvernământ cu Partidul Laburist Social Democrat din Lituania (LSDDP).

## Istorie
Seimasul își are originea în Seimasul (Sejm) Marelui Ducat al Lituaniei (1445–1569) și în Seimasul Uniunii statale polono-lituaniene (1569–1795), precum și în Seimasul Lituaniei interbelice. Primele ședințe în Seimas după restabilirea independenței Lituaniei au fost convocate în 1992.
Primul Seimas al Lituaniei a fost primul parlament (Seimas) ales în mod democratic în Lituania, după ce și-a declarat independența pe 16 februarie 1918. Alegerile au avut loc în perioada 10-11 octombrie 1922 pentru a înlocui Adunarea Constituantă a Lituaniei.  Primul Seimas, ales în toamna anului 1922, a ajuns într-un blocaj virtual, fără ca niciun partid sau coaliție să poată câștiga majoritatea. Al doilea președinte al Lituaniei, Aleksandras Stulginskis, a fost forțat să dizolve Primul Seimas pe 12 martie 1923. Alegerile pentru un nou Seimas au avut loc pe 12-13 mai 1923. Al doilea Seimas al Lituaniei a funcționat din mai 1923 până în martie 1926. Alegerile pentru Al treilea Seimas al Lituaniei au avut loc în perioada 8-10 mai 1926. Cel de-al treilea Seimas a fost dizolvat la 12 martie 1927, iar alte alegeri  au avut loc tocmai în 1936. Activitatea celui de-al treilea Seimas  a fost întreruptă de o lovitură de stat militară în decembrie 1926, când guvernul ales în mod democratic a fost înlocuit cu guvernul autoritar al președintelui Antanas Smetona și al lui Augustinas Voldemaras. Alegerile pentru al patrulea Seimas al Lituaniei au avut loc la 9-10 iunie 1936. Seimasul și-a început activitatea la 1 septembrie 1936. Termenul său de cinci ani a fost scurtat la un an: în 1 iulie 1940, Lituania și-a pierdut independența față de Uniunea Sovietică și a fost înlocuit de un nou guvern marionetă pro-sovietic, Seimasul Poporului, pentru a legitima ocupația.  Konstantinas Šakenis a fost președinte. Sovietul Suprem Lituanian (Верховный Совет Литовской ССР) a funcționat între 1940-1941 și 1944-1990 cu o pauză marcată de Ocupația nazistă a Lituaniei. După independență față de Uniunea Sovietică, au avut loc  alegeri libere în februarie 1990 și Sovietul Suprem a adoptat Actul de reînființare a statului Lituania sau Legea din 11 martie 1990. Consiliul Suprem al Republicii Lituania a fost organul suprem de conducere, ales în 1990. Prima întâlnire a avut loc la 10 martie 1990, ultima la 11 noiembrie 1992.
Primele alegeri din Lituania independentă a avut loc la 25 octombrie 1992. Al șaselea Seimas al Lituaniei  și-a început activitatea la 25 noiembrie 1992 și a servit un mandat de patru ani, cu ultima sesiune la 19 noiembrie 1996. Alegerile din 1996 au avut loc la 20 octombrie, cu un al doilea tur de scrutin care a avut loc la 10 noiembrie. Al șaptelea Seimas al Lituaniei și-a început activitatea la 25 noiembrie 1996 și a servit un mandat de patru ani, cu ultima sesiune la 18 octombrie 2000. Alegerile din 2000 au avut loc la 8 octombrie. Al optulea Seimas și-a început activitatea la 19 octombrie 2000 și a servit un mandat de patru ani, cu ultima sesiune la 11 noiembrie 2004. Alegerile din 2004 au avut loc la 10 octombrie și  24 octombrie. Al nouălea Seimas și-a început activitatea la 15 noiembrie 2004 și a servit un mandat de patru ani, cu ultima sesiune la 16 noiembrie 2008.  Alegerile din 2008 au avut loc la data de 12 octombrie. Al zecelea Seimas și-a început activitatea la 17 noiembrie 2008 și a servit un mandat de patru ani, cu ultima sesiune la 14 noiembrie 2012. A fost afectat de o criză economică severă. Al unsprezecelea Seimas al Lituaniei  și-a început activitatea la 17 noiembrie 2012 și a servit un mandat de patru ani. Al douăsprezecea Seimas  și-a început activitatea la 14 noiembrie 2016 și servește unui mandat de patru ani.